# Нікола Попович
Нікола Попович (серб. Никола Поповић; 9 грудня 1916 — 8 листопада 2005) — югославський чорногорський військовий діяч, генерал-майор Югославської народної армії, учасник Другої світової війни. Народний герой Югославії. Син чорногорського воєначальника і лідера зеленашів Крсто Поповича .

## Біографія
Народився 9 грудня 1916 року в селі Липа. Навчався в рідному селі, пізніше в Цетинє. Після придушення Різдвяного повстання змушений був з батьком покинути країну і виїхати до Бельгії. Повернувся на батьківщину у 1929 році після того, як його батько написав листа королю Олександру I з каяттям за свою діяльність. У 1936 році став членом Комуністичної партії Югославії.
З початком Другої світової війни Нікола наслідував приєднався до Руху опору, а його батько перейшов на бік італійців, які воювали проти четників і партизанів. Під час повстання 13 липня Нікола очолив загін і вступив в бої з італійцями за Чево . У битві на Сутьєсці командував батальйоном охоронців керівництва Чорногірського покраїнского комітету КПЮ і супроводжував партійне керівництво по дорозі до Чорногорії. Брав участь у штурмі Белграда, після звільнення міста призначений командиром Белградської бригади народної оборони.
Після війни Нікола закінчив Військову академію ЮНА, очоливши 9-ту приморську військову область. Був виконуючим обов'язки начальника кафедри сухопутних сил у Вищій військовій приморській академії, начальником кафедри операцій у Військовій школі ЮНА. У 1973 році вийшов на пенсію у званні генерал-майора.
Помер 8 листопада 2005 року в Белграді. Похований у рідному селі. Кавалер ряду орденів і медалей (в тому числі Ордена Народного героя, яким був нагороджений 27 листопада 1953).